# Хафуэй
Хафуэй (англ. Halfway; ирл. Leath Slighe, «полдороги») — деревня в Ирландии, находится в графстве Корк (провинция Манстер), на полпути между Корком и Бандоном, рядом с дорогами N71 и R589.